# Burlacu
Burlacu (ryska: Бурлаки) är en ort i Moldavien. Den ligger i distriktet Cahul rajon, i den södra delen av landet. Burlacu ligger 90 meter över havet och antalet invånare är 2 087.
Terrängen runt Burlacu är platt åt sydväst, men åt nordost är den kuperad. Trakten runt Burlacu består till största delen av jordbruksmark.